# Transistorvoltmeter
Et transistorvoltmeter er et voltmeter, typisk ældre drejespoleinstrumenter, der er forsynet med et forstærker-kredsløb baseret på transistorer. Forstærkerkredsløbet kan forbedre det "uforstærkede" drejespoleinstrument på to måder:
- Impedansen, eller den indre modstand, på forstærkerkredsløbets indgang kan gøres langt større end drejespoleinstrumentets egen indre modstand: Derved belaster transistorvoltmeteret det målte kredsløb i langt mindre grad end hvis drejespoleinstrumentet blev tilkoblet direkte.
- Transistorvoltmeteret kan have måleområder der er mindre end hvad der er muligt for drejespoleinstrumentet i sig selv: Hvis drejespoleinstrumentet giver fuldt udslag ved 200 millivolt, kan man lave forstærkerkredsløbet så det forstærker spændinger 10 gange; derved fås et instrument der giver fuldt udslag for blot 20 millivolt.

Før transistorerne lavede man tilsvarende voltmetre med forstærkerkredsløb baseret på radiorør; dette kaldes for et rørvoltmeter.